# 常州梳篦
常州梳篦，又称常州篦梳，是中华人民共和国江苏省常州市特有的一种传统手工艺品，属于中国国家级非物质文化遗产代表性项目。

## 沿革
梳篦是梳和篦箕两种洁发用具的合称，是中国傳統发饰之一。常州的梳篦历史可以上溯至东周时期，考古工作者曾在战国时期古墓的發掘中出土过刻有“延陵西门”字样的梳篦。每年的农历二月十八和九月二十八，常州当地的梳篦业都要举行仪式祭祀祖师，以此祈求生意兴隆。隋朝时期，常州当地的梳篦制造业發达，当时篦梳作坊遍布穿城而过的京杭大运河两岸，因而有“木梳街”、“篦箕巷”之称。清朝乾隆年间，常州城中已是削竹成篦、比户皆为的景象。光绪时期，60把定制的黄杨木梳、60把定制的梅木脊梁象牙的高级梳篦被作为贡品进献清朝王室，有“宫梳名篦”的美誉。

## 特点
木梳原料主要是黄杨、山梨等树木。其特点齿尖圆滑。高档梳篦通常运用“雕、描、刻、烫、嵌”五种工艺和技艺。

## 荣誉与保护
1915年，常州梳篦在巴拿马国际博览会上获得银质奖。1926年的美国费城国际博览会上，常州梳篦荣获金质奖。1979年，江苏省经委为“白象”牌梳篦颁發了优质产品证书。1981年第十届全国旅游产品内销工艺品交流会上，常州梳篦厂的“西厢记”获得优秀作品奖；“白象牌”梳篦获得国家质量银质奖章。2007年，常州梳篦被纳入江苏省第一批省级非物质文化遗产名录中，编号为JSⅥ-19。2008年，国务院公布《第二批国家级非物质文化遗产名录》，常州梳篦位列其中。